# Augé (Deux-Sèvres)
Pour les articles homonymes, voir Augé.
Augé est une commune du Centre-Ouest de la France située dans le département des Deux-Sèvres, en région Nouvelle-Aquitaine.

## Géographie

### Climat
Pour des articles plus généraux, voir Climat de la Nouvelle-Aquitaine et Climat des Deux-Sèvres.
Historiquement, la commune est exposée à un climat océanique du nord-ouest.
En 2020, Météo-France publie une typologie des climats de la France métropolitaine dans laquelle la commune est exposée à un climat océanique et est dans la région climatique Poitou-Charentes, caractérisée par un bon ensoleillement, particulièrement en été et des vents modérés.
Pour la période 1971-2000, la température annuelle moyenne est de 11,8 °C, avec une amplitude thermique annuelle de 14,3 °C. Le cumul annuel moyen de précipitations est de 959 mm, avec 11,9 jours de précipitations en janvier et 6,9 jours en juillet. Pour la période 1991-2020, la température moyenne annuelle observée sur la station météorologique la plus proche, située sur la commune de Saint-Maixent-l'École à 6,69 km à vol d'oiseau, est de 13,4 °C et le cumul annuel moyen de précipitations est de 940,4 mm,. Pour l'avenir, les paramètres climatiques de la commune estimés pour 2050 selon différents scénarios d’émission de gaz à effet de serre sont consultables sur un site dédié publié par Météo-France en novembre 2022.

## Urbanisme

### Typologie
Au 1er janvier 2024, Augé est catégorisée commune rurale à habitat dispersé, selon la nouvelle grille communale de densité à sept niveaux définie par l'Insee en 2022.
Elle est située hors unité urbaine. Par ailleurs la commune fait partie de l'aire d'attraction de Niort, dont elle est une commune de la couronne,. Cette aire, qui regroupe 91 communes, est catégorisée dans les aires de 50 000 à moins de 200 000 habitants,.

### Occupation des sols
L'occupation des sols de la commune, telle qu'elle ressort de la base de données européenne d’occupation biophysique des sols Corine Land Cover (CLC), est marquée par l'importance des territoires agricoles (91 % en 2018), une proportion sensiblement équivalente à celle de 1990 (90,9 %). La répartition détaillée en 2018 est la suivante : 
terres arables (40,2 %), prairies (28,8 %), zones agricoles hétérogènes (21,9 %), forêts (7,1 %), zones urbanisées (1,9 %). L'évolution de l’occupation des sols de la commune et de ses infrastructures peut être observée sur les différentes représentations cartographiques du territoire : la carte de Cassini (XVIIIe siècle), la carte d'état-major (1820-1866) et les cartes ou photos aériennes de l'IGN pour la période actuelle (1950 à aujourd'hui).

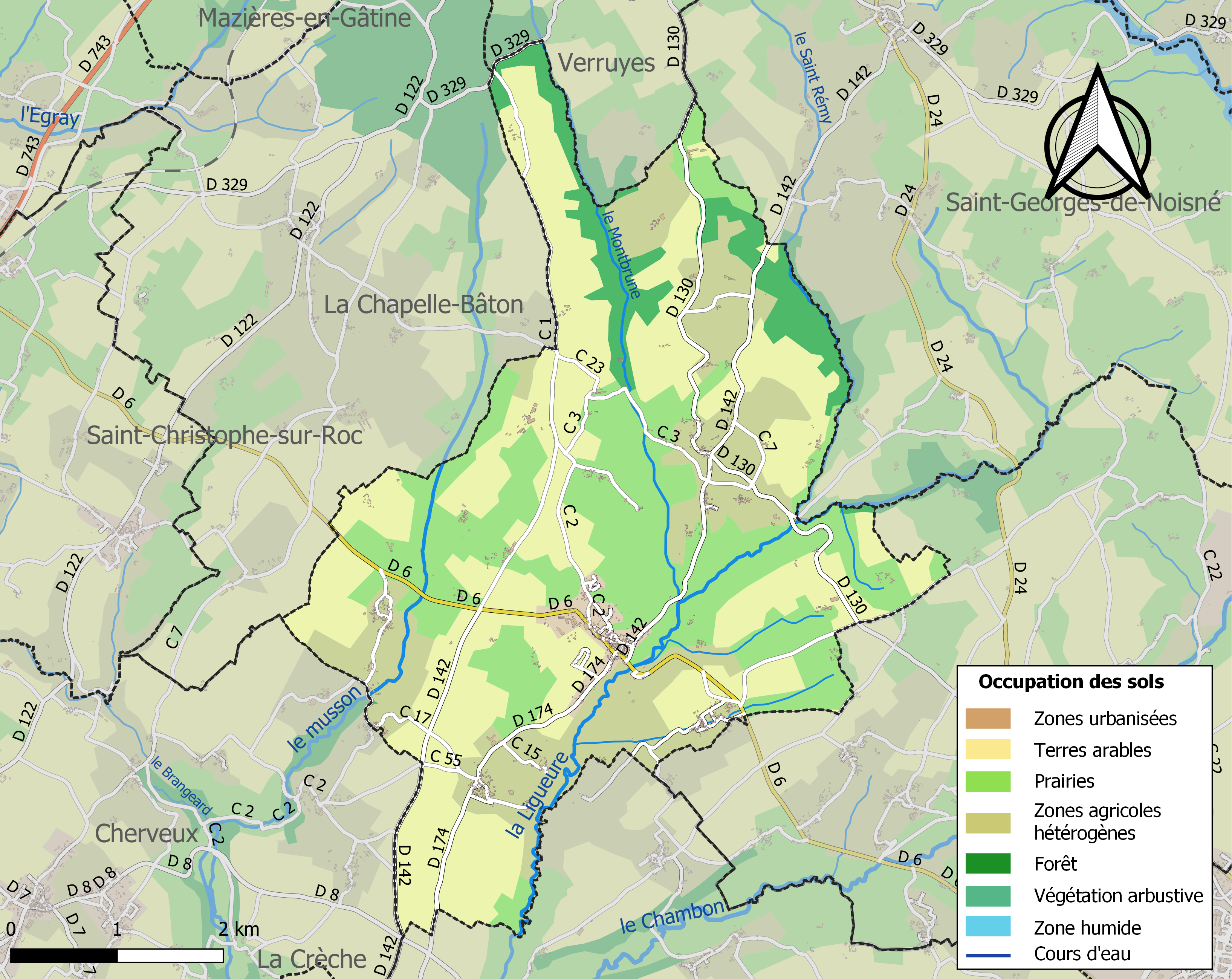
Carte des infrastructures et de l'occupation des sols de la commune en 2018 (CLC).

### Risques majeurs
Le territoire de la commune d'Augé est vulnérable à différents aléas naturels : météorologiques (tempête, orage, neige, grand froid, canicule ou sécheresse), inondations, mouvements de terrains et séisme (sismicité modérée). Il est également exposé à un risque technologique, le transport de matières dangereuses, et à un risque particulier : le risque de radon. Un site publié par le BRGM permet d'évaluer simplement et rapidement les risques d'un bien localisé soit par son adresse soit par le numéro de sa parcelle.

#### Risques naturels
Certaines parties du territoire communal sont susceptibles d’être affectées par le risque d’inondation par débordement de cours d'eau, notamment la Ligueure et le Musson. La commune a été reconnue en état de catastrophe naturelle au titre des dommages causés par les inondations et coulées de boue survenues en 1982, 1983, 1992, 1995, 1999, 2010, 2011 et 2020,.

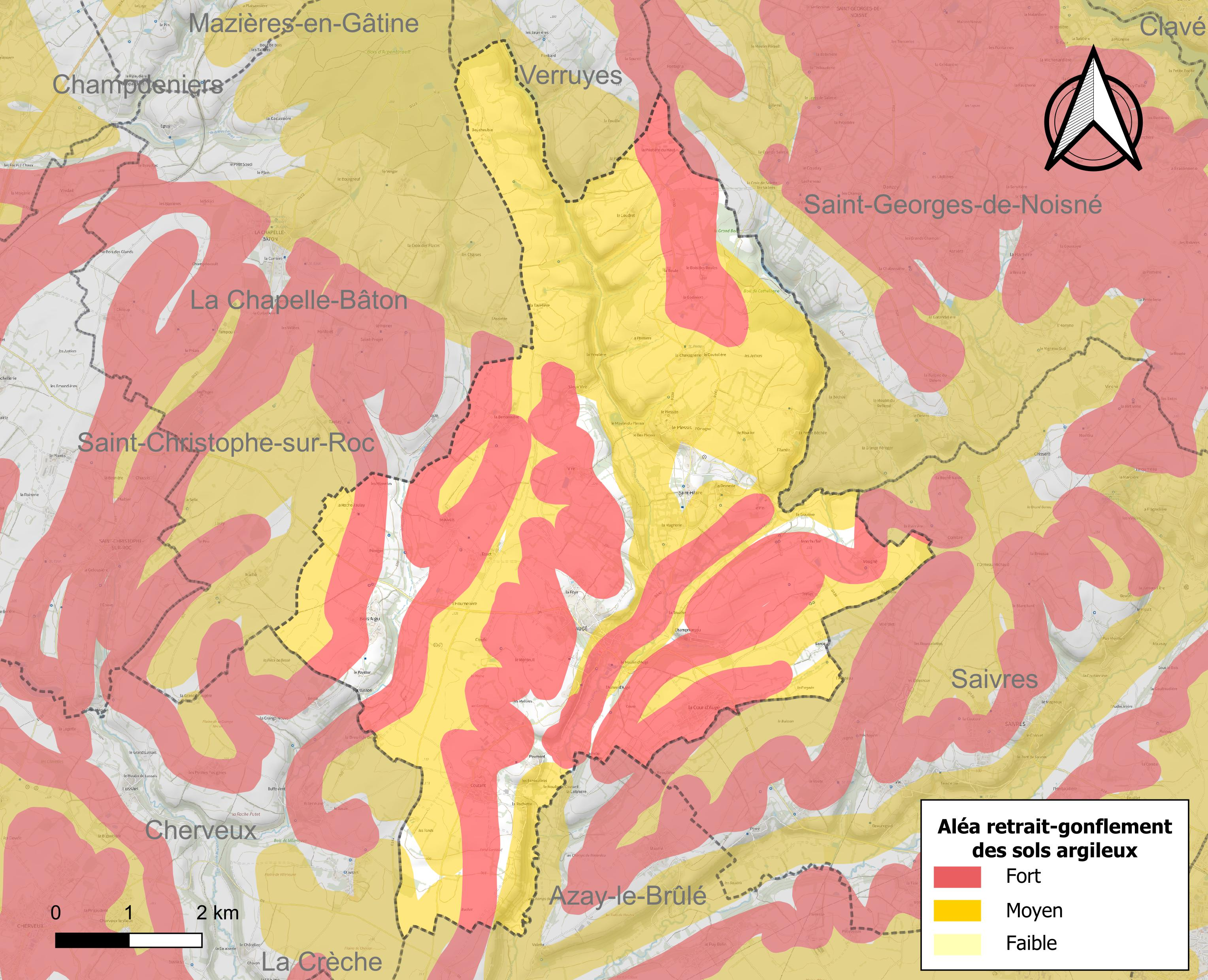
Carte des zones d'aléa retrait-gonflement des sols argileux d'Augé.

Les mouvements de terrains susceptibles de se produire sur la commune sont des tassements différentiels. Le retrait-gonflement des sols argileux est susceptible d'engendrer des dommages importants aux bâtiments en cas d’alternance de périodes de sécheresse et de pluie. 90,7 % de la superficie communale est en aléa moyen ou fort (54,9 % au niveau départemental et 48,5 % au niveau national). Depuis le 1er octobre 2020, en application de la loi ELAN, différentes contraintes s'imposent aux vendeurs, maîtres d'ouvrages ou constructeurs de biens situés dans une zone classée en aléa moyen ou fort,.
La commune a été reconnue en état de catastrophe naturelle au titre des dommages causés par la sécheresse en 2003 et 2017 et par des mouvements de terrain en 1999 et 2010.

#### Risque particulier
Dans plusieurs parties du territoire national, le radon, accumulé dans certains logements ou autres locaux, peut constituer une source significative d’exposition de la population aux rayonnements ionisants. Selon la classification de 2018, la commune d'Augé est classée en zone 2, à savoir zone à potentiel radon faible mais sur lesquelles des facteurs géologiques particuliers peuvent faciliter le transfert du radon vers les bâtiments.

## Histoire
En 1570, l’église est incendiée.
Le samedi 29 juin 2024, après un violent orage, un grand séquoia centenaire fut sectionné en deux par la foudre. Les débris ont endommagé les dépendances de l'hôtel-restaurant l'Ardoise.

## Politique et administration
| Période    | Période    | Identité                | Étiquette | Qualité                    |
| ---------- | ---------- | ----------------------- | --------- | -------------------------- |
| mars 2001  | avril 2014 | Marie-Françoise Travers | SE        |                            |
| avril 2014 | juin 2020  | Gérard Perrin           | SE        | Retraité Fonction publique |
| juin 2020  | En cours   | Laurent Baloge          | SE        |                            |

## Population et société

### Démographie
L'évolution du nombre d'habitants est connue à travers les recensements de la population effectués dans la commune depuis 1793. Pour les communes de moins de 10 000 habitants, une enquête de recensement portant sur toute la population est réalisée tous les cinq ans, les populations de référence des années intermédiaires étant quant à elles estimées par interpolation ou extrapolation. Pour la commune, le premier recensement exhaustif entrant dans le cadre du nouveau dispositif a été réalisé en 2008.

En 2022, la commune comptait 887 habitants, en évolution de −3,9 % par rapport à 2016 (Deux-Sèvres : +0,18 %, France hors Mayotte : +2,11 %).
| 1793  | 1800  | 1806  | 1821  | 1831  | 1836  | 1841  | 1846  | 1851  |
| ----- | ----- | ----- | ----- | ----- | ----- | ----- | ----- | ----- |
| 1 173 | 1 111 | 1 165 | 1 364 | 1 366 | 1 445 | 1 466 | 1 520 | 1 500 |

| 1856  | 1861  | 1866  | 1872  | 1876  | 1881  | 1886  | 1891  | 1896  |
| ----- | ----- | ----- | ----- | ----- | ----- | ----- | ----- | ----- |
| 1 521 | 1 519 | 1 540 | 1 558 | 1 543 | 1 577 | 1 608 | 1 539 | 1 440 |

| 1901  | 1906  | 1911  | 1921  | 1926  | 1931  | 1936  | 1946  | 1954  |
| ----- | ----- | ----- | ----- | ----- | ----- | ----- | ----- | ----- |
| 1 448 | 1 424 | 1 432 | 1 247 | 1 225 | 1 140 | 1 109 | 1 028 | 1 007 |

| 1962 | 1968 | 1975 | 1982 | 1990 | 1999 | 2006 | 2008 | 2013 |
| ---- | ---- | ---- | ---- | ---- | ---- | ---- | ---- | ---- |
| 973  | 840  | 705  | 713  | 757  | 794  | 882  | 904  | 939  |

| 2018 | 2022 | - | - | - | - | - | - | - |
| ---- | ---- | - | - | - | - | - | - | - |
| 898  | 887  | - | - | - | - | - | - | - |

### Enseignement
L'école primaire d'Augé compte 4 ou 5 classes selon les années. L'enseignement secondaire est à Saint-Maixent.

### Manifestations culturelles et festivités
La foire au vin chaud (le troisième week-end de janvier). Autrefois foire aux bestiaux, elle se limite dorénavant à des animations (exposition, artisanat, soirée dansante, spectacle cabaret, randonnée), mais le vin chaud est toujours consommé tout au long de la journée.
La fête de la Saint-Jean (le samedi le plus proche de la Saint-Jean). Le programme est variable selon les années (repas moules-frites, kermesse, apéro-concert, soirée dansante, retraite aux flambeaux). Elle a aussi pris le nom de « Ligueure en fête » ou « Fête de l'été » selon les cas. Un feu de Saint-Jean est organisé certaines années (s'il n'y a pas de risque d'incendie).
Le repas du 14 juillet. Il est organisé par la mairie et est gratuit pour tous les habitants du village. Il commence vers 12 h et se prolonge par un concours de pétanque qui dure tout l'après-midi. La buvette est assurée par les associations du village.

## Économie

### Emploi
En 2014, parmi la population communale comprise entre 15 et 64 ans, les actifs représentent 494 personnes, soit 52,3 % de la population municipale. Le nombre de chômeurs (44) a fortement augmenté par rapport à 2009 (31) et le taux de chômage de cette population active s'établit à 9,0 %.

### Établissements
Au 31 décembre 2015, la commune compte soixante-quatorze établissements, dont trente-quatre au niveau des commerces, transports ou services, seize dans l'agriculture, la sylviculture ou la pêche, onze dans l'industrie, sept dans la construction, et six relatifs au secteur administratif, à l'enseignement, à la santé ou à l'action sociale.

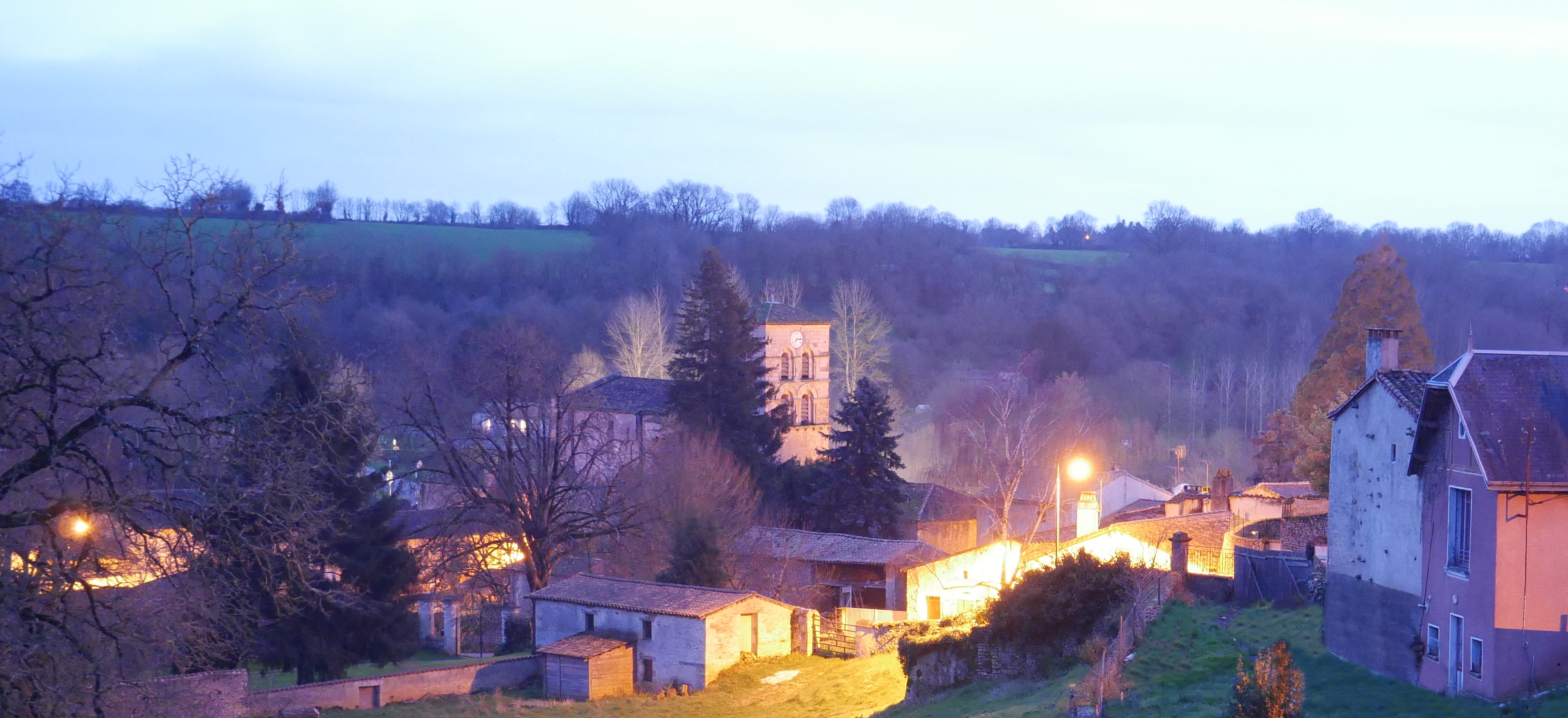
Le centre-bourg en début de soirée.

## Culture locale et patrimoine

### Lieux et monuments

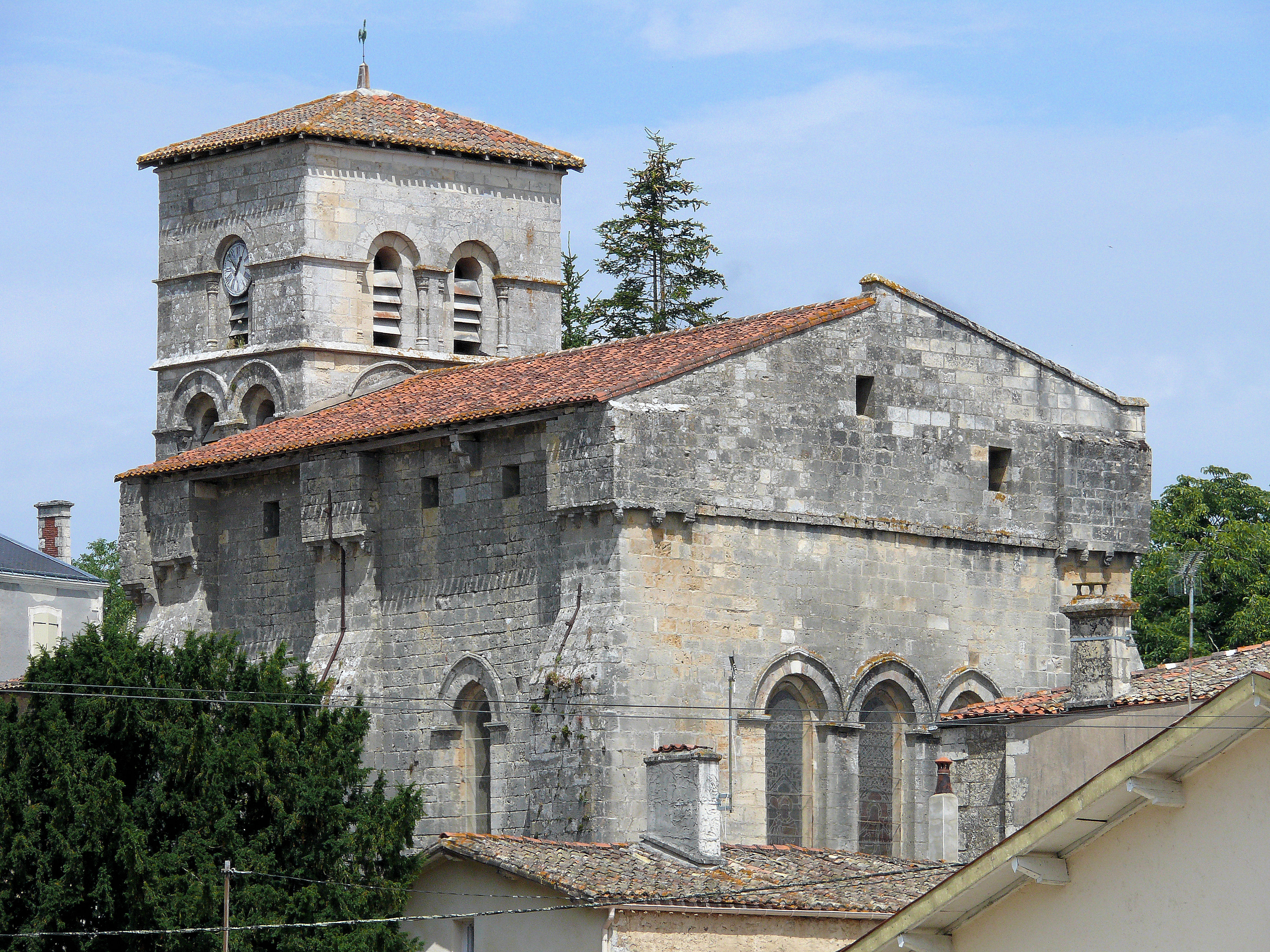
Église Saint-Grégoire.

- Église Saint-Grégoire classée monument historique en partie du XIe siècle, dont le chœur est reconstruit au XIIIe siècle dans le style gothique angevin[30].
- Chapelle du prieure Saint-Hilaire, peut-être du XIe siècle[31].
- Plusieurs lavoirs et fontaines.
- Centre bourg pittoresque à flanc de colline.
- Site de l'attaque d'un convoi allemand en août 1944. En représailles, les Allemands mettent le feu à une partie de l'église. Voyant que le médecin de la commune soignait les blessés allemands, les otages sont relâchés. Localisation Google maps
- Vestiges du château d'Augé (non visible, situé sur un terrain privé)
- Vestiges du château du Plessis (non visible, situé sur un terrain privé)
- Château de l'Houmelière
- Château de Champmargou
- De nombreux cimetières privés protestants (principalement à Coutant)
- Vestiges du viaduc de l'ancienne ligne de tramway TDS Saint-Maixent - Saint-Laurs (jamais ouverte)

### Héraldique
| Blason | Blasonnement : Coupé au 1) parti au I écartelé en vis d'escargot d'argent et de gueules et au II de sinople à la grappe de raisin d'or, au 2) de gueules à la tour portillée et ajourée de sable, sommée de trois tourelles, celle du milieu plus haute, le tout d'or maçonné aussi de sable; à la trangle ondée d'argent brochant sur le coupé. |